# جونوسكي شنايدر
جونوسكي شنايدر (باليابانية: シュナイダー 潤之介) (22 مايو 1977 في شينجوكو في اليابان – )؛ هو لاعب كرة قدم ياباني سابق كان يلعب كحارس مرمى.

## وصلات خارجية
- جونوسكي شنايدر على موقع رابطة كرة القدم اليابانية للمحترفين (اليابانية)
- جونوسكي شنايدر على موقع قاعدة بيانات كرة القدم.إي يو (الإنجليزية)
- جونوسكي شنايدر على موقع Soccerway.com (الإنجليزية)